# Bernard Ogilvie Dodge
Bernard Ogilvie Dodge (ur. 18 kwietnia 1872 w Mauston, zm. 9 sierpnia 1960 w Nowym Jorku) – amerykański mykolog.

## Życiorys i praca naukowa
Uzyskał tytuł licencjata na Uniwersytecie Wisconsin w 1909 r. i doktorat z botaniki na Uniwersytecie Columbia w 1912 r. Uczył tam botaniki do 1920 r., później rozpoczął pracę w wydziale zakładów przemysłowych Departamentu Rolnictwa Stanów Zjednoczonych. Tu zaczął specjalizować się w fitopatologii, a w szczególności zajmuje się badaniem rodziny grzybów Ascobolaceae, do której należą gatunki będące pasożytami drzew. W latach 1928–48 był  fitopatologiem w nowojorskim Ogrodzie Botanicznym. W tym czasie zajął się badaniem grzybów z rodzaju Neurospora (dawniej Monilia). Jego badania nad dziedzicznością tych grzybów przyczyniły się do wykorzystania Neurospora crassa jako organizmu modelowego.
Opublikował ponad 160 publikacji naukowych. W latach 1923–1932 był redaktorem czasopisma Mycologia, w latach 1932–1940 Biuletynu Klubu Botanicznego Torrey, w 1934 wiceprezesem, a w 1935 prezesem Towarzystwa Mykologicznego Ameryki. Był także członkiem wielu innych towarzystw naukowych, w tym National Academy of Sciences i American Association for the Advancement of Science.
W naukowych nazwach utworzonych przez niego taksonów dodawany jest skrót jego nazwiska B.O. Dodge.